# Althing
Althing (în limba islandeză modernă, Alþingi; în norvegiana veche, Alþing) este denumirea Parlamentului islandez, însemnând literar ansamblul tuturor lucrurilor [Islandei]. 
Fiind fondat în anul 930, ca o adunare în aer liber, la Þingvellir, (câmpiile ansamblului), situate la aproximativ 45 km est de ceea ce urma să devină ulterior capitala țării, Reykjavík, Athing-ul este, de facto, cel mai vechi parlament continuu funcțional din lume. De asemenea, fondarea sa a marcat începutul existenței statului organizat islandez.

## Scurt istoric

### 1262 - 1799
Fondat în anul 930, Althing a continuat să funcționeze neîntrerupt, până în 1799, chiar și după unirea Islandei cu statul norvegian, în 1262, chiar dacă funcția sa a fost schimbată. După 1799, în mod oficial, parlamentul islandez a întrerupt pentru ceva timp activitatea sa oficială, dar în realitate nu a existat un adevărat hiatus, întrucât reprezentanții diferitelor localități se întâlneau periodic pentru a discuta puncte comune de interes.

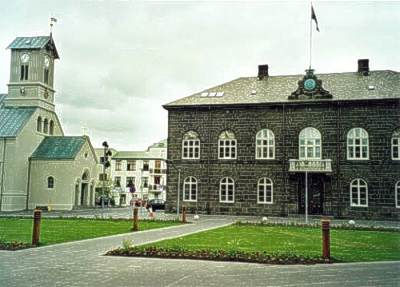
Clădire parlamentului islandez, Althing, construită în 1881.

### 1844 - prezent
Oficial, a fost reactivat în 1844 și a fost mutat la Reykjavík, unde a continuat să funcționeze neîntrerupt până astăzi. Începând cu 1881, Athing-ul este găzduit de clădirea de azi, Alþingishús din Reykjavík, clădire construită din piatră.
Constituția Islandei prevede existența a șase circumscripții electorale cu posibilitatea de a crește acest număr la șapte. Limita circumscripțiilor, care alege fiecare câte nouă membri, este fixată de legislație. Suplimentar, fiecărui partid politic i se alocă locuri în parlament proporțional cu numărul de voturi la rangul de națiune, astfel încât locurile din parlament să reflecte cât se poate de bine susținerea la nivel național. Orice partid trebuie să câștige minimum 5% din sufragiile exprimate pentru a putea fi acceptat în adunarea legislativă. Participarea la vot în Islanda este deosebit de ridicată, în mod normal 85% din populația aptă de vot participă la votare. Președinta în exercițiu a Althing-ului este Sólveig Pétursdóttir.

### Alegeri recente
- Alegeri parlamentare în Islanda,2003
- Alegeri parlamentare în Islanda,2007
- Alegeri parlamentare în Islanda,2009
- Alegeri parlamentare în Islanda,2013
- Alegeri parlamentare în Islanda,2016
- Alegeri parlamentare în Islanda,2017

## Date importante
- 930 - 1262 vikingii ocupatori ai Islandei fondează o societate remarcabilă ce se întrunea anual pentru luarea deciziilor
- 1262 - 1845 Islanda intră în autoritatea Norvegiei și Althingul are o putere redusă
- 1845 - 1874 Islanda devine provincie daneză dar Althingul rămâne o autoritate parțială
- 1874 - Odată cu nașterea Constituției Islandeze Althingul își recapată puterea

## Rezultatele din 2017
| Partid                               | Partid                        | Partid                        | Voturi  | %    | Seats | +/– |
| ------------------------------------ | ----------------------------- | ----------------------------- | ------- | ---- | ----- | --- |
|                                      | Partidul Indepedenței         | D                             | 49,543  | 25.2 | 16    | –5  |
|                                      | Mișcarea Stângii Verzi        | V                             | 33,155  | 16.9 | 11    | +1  |
|                                      | Alianța Social Democrată      | S                             | 23,652  | 12.1 | 7     | +4  |
|                                      | Partidul Centrist             | M                             | 21,335  | 10.9 | 7     | New |
|                                      | Partidul Progresist           | B                             | 21,016  | 10.7 | 8     | 0   |
|                                      | Partidul Pirat                | P                             | 18,051  | 9.2  | 6     | –4  |
|                                      | Partidul Popular              | F                             | 13,502  | 6.9  | 4     | +4  |
|                                      | Partidul Reformei             | C                             | 13,122  | 6.7  | 4     | –3  |
|                                      |                               |                               |         |      |       |     |
|                                      | Viitorul Luminos              | A                             | 2,394   | 1.2  | 0     | –4  |
|                                      | Frontul Popular din Islanda   | R                             | 375     | 0.2  | 0     | 0   |
|                                      | Zorii                         | T                             | 101     | 0.1  | 0     | 0   |
| Voturi invalide/albe                 | Voturi invalide/albe          | Voturi invalide/albe          | 5,531   | –    | –     | –   |
| Total                                | Total                         | Total                         | 201,777 | 100  | 63    | 0   |
| Votanți înregistrați/prezența        | Votanți înregistrați/prezența | Votanți înregistrați/prezența | 248,502 | 81.2 | –     | –   |
| Source: Morgunblaðið Iceland Monitor |                               |                               |         |      |       |     |

| \| Popular vote \| Popular vote \| Popular vote \| Popular vote \| Popular vote \| \| ------------ \| ------------ \| ------------ \| ------------ \| ------------ \| \| \| \| \| \| \| \| D \| D \| \| 25.25% \| 25.25% \| \| V \| V \| \| 16.89% \| 16.89% \| \| S \| S \| \| 12.05% \| 12.05% \| \| M \| M \| \| 10.87% \| 10.87% \| \| B \| B \| \| 10.71% \| 10.71% \| \| P \| P \| \| 9.20% \| 9.20% \| \| F \| F \| \| 6.88% \| 6.88% \| \| C \| C \| \| 6.69% \| 6.69% \| \| A \| A \| \| 1.22% \| 1.22% \| \| Alții \| Alții \| \| 0.24% \| 0.24% \| |       |  |        |        |
| Popular vote |       |  |        |        |
| |       |  |        |        |
| D | D     |  | 25.25% | 25.25% |
| V | V     |  | 16.89% | 16.89% |
| S | S     |  | 12.05% | 12.05% |
| M | M     |  | 10.87% | 10.87% |
| B | B     |  | 10.71% | 10.71% |
| P | P     |  | 9.20%  | 9.20%  |
| F | F     |  | 6.88%  | 6.88%  |
| C | C     |  | 6.69%  | 6.69%  |
| A | A     |  | 1.22%  | 1.22%  |
| Alții | Alții |  | 0.24%  | 0.24%  |

| \| Parliamentary seats \| Parliamentary seats \| Parliamentary seats \| Parliamentary seats \| Parliamentary seats \| \| ------------------- \| ------------------- \| ------------------- \| ------------------- \| ------------------- \| \| \| \| \| \| \| \| D \| D \| \| 25.40% \| 25.40% \| \| V \| V \| \| 17.46% \| 17.46% \| \| B \| B \| \| 12.70% \| 12.70% \| \| S \| S \| \| 11.11% \| 11.11% \| \| M \| M \| \| 11.11% \| 11.11% \| \| P \| P \| \| 9.52% \| 9.52% \| \| F \| F \| \| 6.63% \| 6.63% \| \| C \| C \| \| 6.63% \| 6.63% \| |   |  |        |        |
| Parliamentary seats |   |  |        |        |
| |   |  |        |        |
| D | D |  | 25.40% | 25.40% |
| V | V |  | 17.46% | 17.46% |
| B | B |  | 12.70% | 12.70% |
| S | S |  | 11.11% | 11.11% |
| M | M |  | 11.11% | 11.11% |
| P | P |  | 9.52%  | 9.52%  |
| F | F |  | 6.63%  | 6.63%  |
| C | C |  | 6.63%  | 6.63%  |